# Бельтинг (ткань)
Бе́льтинг (от англ. belting — приводной ремень) или бельтинговая ткань — тяжёлая, очень плотная и прочная техническая ткань, изготовляемая в виде приводных ремней. Используется для конвейерных лент и прорезиненных многослойных приводных ремней. Создаётся полотняным переплетением из кручёной хлопчатобумажной пряжи; для получения более прочных сортов применяются химические волокна.
Это типовая ткань производства плоских прорезиненных многослойных приводных ремней, транспортерных и других лент. Большая прочность и значительное относительное удлинение по основе при меньшей прочности и плотности по утку — характерная особенность бельтингов.
На прочности и разрывном удлинении бельтингов, в частности марки Б-820, весьма значительно сказывается изменение влагосодержания. Так, при увеличении влажности бельтинга от 0 до 53,1 % прочность его возрастает от 1,54 до 3,72 кН на 5 см ширины образца, а удлинение — от 20,0 до 49,5 %.
В НИИРП для производства транспортерных лент разработаны следующие виды тканей: основная уточная капроновая и анидная, а для ремневой продукции — высокоточная уточная шнуровая ткань. Бельтинговая ткань по прочности уступает уточной шнуровой ткани. Основная уточная капроновая и анидная ткани прочны и плотны только в одном направлении. Такие ткани используют совместно, что придает им существенную прочность и небольшое относительное удлинение.
Процесс изготовления лент из основной уточной капроновой и анидной ткани довольно сложный. Поэтому разработаны бельтинговые ткани капроновые, которые для снижения удлинений подвергают дополнительной термической обработке.
Ткани из термофиксированного лавсана — перспективный материал для особо мощных транспортёрных лент. Однако пока его применяют в комбинированной ткани, в которой основа из лавсана, а уток из хлопка. Ленты из вискозной ткани имеют ограниченное применение вследствие потери прочности вискозы во влажных условиях.